# Боровиков, Вячеслав Михайлович
Вячеслав Михайлович Боровиков (род. 12 октября 1958) — советский хоккеист, нападающий. Мастер спорта СССР.

## Биография
Воспитанник «Прогресса» Глазов. Выступал за команды «Металлург» Челябинск (1975/76 — 1979/80, 1985/86 — 1988/89), СКА Свердловск (1980/81 — 1981/82), «Трактор» Челябинск (1981/82- 1984/85), «Колос» Травники (1991/92).
Заведующий учебно-спортивным отделом физкультурно-спортивного клуба «Урожай», заместитель директора (1999—2001). Тренер (2001—2012), директор (2004—2012) СДЮШОР «Мечел». Начальник команды «Мамонты Югры» Ханты-Мансийск (2014/15). Начальник команды «Югра» Ханты-Мансийск (2015/2016 — 2018/2019).